# Ratoeira
Ratoeira ist eine Gemeinde (Freguesia) im portugiesischen Kreis Celorico da Beira. In ihr leben 245 Einwohner (Stand 19. April 2021).